# 奧巴柯伊
奧巴柯伊是土耳其的城鎮，由安塔利亞省負責管轄，位於該國南部，距離首府安塔利亞約140公里，海拔高度30米，主要農產品有柑橘和蘋果，2011年人口16,498。